# گرشوین ۸۲۴۹
سیارک ۸۲۴۹ (به انگلیسی: 8249 Gershwin، نامگذاری:1980GG) هشت هزار و دویست و چهل و نهمین سیارک کشف شده‌است که در ۱۳ آوریل ۱۹۸۰ کشف شد.
قدر مطلق سیارک برابر ۱۴٫۷۰ است.